# Vuolep Luoktejaure
Vuolep Luoktejaure är en sjö i Kiruna kommun i Lappland och ingår i Torneälvens huvudavrinningsområde. Sjön har en area på 0,548 kvadratkilometer och ligger 898,1 meter över havet. Sjön avvattnas av vattendraget Rautasälven (Rautasätno).

## Delavrinningsområde
Vuolep Luoktejaure ingår i det delavrinningsområde (755442-159825) som SMHI kallar för Utloppet av Vuolep Luoktejaure. Medelhöjden är 1 035 meter över havet och ytan är 2,89 kvadratkilometer. Det finns ett avrinningsområde uppströms, och räknas det in blir den ackumulerade arean 37,32 kvadratkilometer. Rautasälven (Rautasätno) som avvattnar avrinningsområdet har biflödesordning 2, vilket innebär att vattnet flödar genom totalt 2 vattendrag innan det når havet efter 520 kilometer. Avrinningsområdet består mestadels av kalfjäll (81 procent). Avrinningsområdet har 0,55 kvadratkilometer vattenytor vilket ger det en sjöprocent på 18,9 procent.